# Institutions de l'Union européenne
Pour les articles homonymes, voir Institution.

Schéma illustratif des interactions et du fonctionnement des institutions européennes.

Les institutions de l'Union européenne sont les institutions qui régissent l'Union européenne. Étant devenue une figure politique, économique et monétaire, celle-ci a besoin d'institutions dont le rôle est de défendre ses valeurs, ses objectifs, ses intérêts, ceux de ses citoyens et de ses États membres, et qui fonctionnent en étroite collaboration avec les gouvernements et les administrations de ceux-ci. 
Selon l'article 13 du traité sur l'Union européenne, ces institutions sont les suivantes : le Parlement européen, le Conseil européen, le Conseil de l'Union européenne (souvent appelé simplement « Conseil »), la Commission européenne, la Cour de justice de l'Union européenne, la Banque centrale européenne et la Cour des comptes européenne.

## Histoire
La plupart des institutions de l'Union européenne furent créées en même temps que la Communauté européenne du charbon et de l'acier (CECA), dans les années 1950 et beaucoup changèrent depuis, notamment à cause du bouleversement de l'équilibre des pouvoirs entre le Conseil et le Parlement, d'abord favorable au premier, qui évolua vers une importance accrue du second. La Commission eut souvent un rôle d'arbitre ou fit pencher la balance entre ces deux institutions. Toutefois, la Commission devint avec le temps plus soumise au Parlement : celui-ci provoqua la démission de la Commission Santer, le 15 mars 1999 et imposa en 2004 un remaniement à la Commission Barroso qui était alors en train de se constituer. La création et l'évolution des institutions, depuis les différents traités et accords, ont démontré que les étapes de la construction de l'Union européenne se déroulèrent sans objectif unique et clair. Certains, comme le journaliste Tom Reid du Washington Post, ont alors pu dire que « personne n'aurait délibérément conçu un gouvernement aussi complexe et dans lequel les pouvoirs sont aussi mal délimités que celui de l'Union européenne ».

### Mise en place avec la CECA
Le traité instituant la Communauté européenne du charbon et de l'acier fut à l'origine des premières institutions dont la forme est proche de celles que nous connaissons aujourd'hui. Il fonda une Haute Autorité, une Assemblée, un Conseil des ministres, une Cour de justice et dota la Communauté d'une personnalité juridique.
Fondée sur la déclaration Schuman, la CECA avait pour but de placer le marché du charbon et de l'acier, matériaux nécessaires à la guerre, sous le contrôle d'une instance supranationale afin d'encourager la paix et le développement économique. Cette première institution s'appelait la « Haute autorité ». Elle possédait un pouvoir exécutif indépendant et pouvait promulguer des lois qu'une Cour de justice faisait appliquer. Lors des délibérations au sujet du traité, deux autres institutions furent créées afin de limiter le pouvoir de la Haute autorité : l'Assemblée et le Conseil des ministres. La création de l'Assemblée fut proposée par Jean Monnet. Elle devait être composée de 78 parlementaires nationaux, afin d'ajouter une légitimité démocratique, et sa fonction était de surveiller la Haute autorité et de contrebalancer son pouvoir. Le Conseil des ministres fut lui une idée des plus petits États afin d'ajouter une dimension intergouvernementale à la CECA et d'harmoniser les politiques nationales des pays signataires.

### Traités de Rome
Le 25 mars 1957 sont signés à Rome le traité instituant la Communauté européenne et le traité instituant la Communauté européenne de l'énergie atomique (Euratom) afin de créer un marché commun (la Communauté économique européenne) et de promouvoir la coopération dans le développement de l'énergie atomique. Ces communautés partageaient certaines institutions comme la Cour de justice et le Parlement. En revanche, elles possédaient chacune leur propre Conseil et Haute autorité qui prit à ce moment-là le nom de Commission. À cette époque, le fonctionnement des institutions fut modifié par le gouvernement français qui se méfiait du supranationalisme et souhaitait limiter les pouvoirs des Commissions des nouvelles Communautés en donnant aux Conseils un rôle plus important dans la surveillance de l'exécutif européen,,.

### Changements apportés par le Traité de Lisbonne

Institutions de l'Union européenne.

Système politique de l'Union européenne

Le Traité de Lisbonne, signé en 2007, opère un certain nombre de changements à la structure institutionnelle de l'Union européenne. Conservant les principaux changements proposés par la Constitution européenne, il fait passer les domaines politiques (dont le budget) vers le système de la codécision (renommé « procédure législative ordinaire »), augmentant ainsi le pouvoir du Parlement. Le système de répartition des sièges au parlement est aussi changé,.
La taille de la Commission (le terme « des Communautés européennes » est supprimé) est réduite, avec la nomination d'un Président reflétant les résultats des dernières élections de l'Union européenne, et l'institution inclut désormais un Haut Représentant. Le Conseil des ministres adopte le vote à la majorité qualifiée. On trouve aussi quelques changements mineurs de configuration et le transfert de certains pouvoirs en faveur du Conseil européen (voir ci-dessous). La Cour de justice des Communautés européennes sera appelée « Cour de justice de l'Union européenne » quand il s'agira de se référer à l'institution juridique entière, tandis que la cour elle-même (en excluant le Tribunal de première instance) sera simplement appelée Cour de justice. Le Tribunal de première instance des Communautés européennes est rebaptisé « Tribunal » et des tribunaux spécialisés pourront être adjoints à cet organe par la législation.

## Institutions
Quatre institutions politiques détiennent les pouvoirs exécutif et législatif de l'Union. Le Conseil européen représente les chefs d’État et de gouvernement, le Conseil de l'Union européenne (officiellement appelé juste Conseil) représente les gouvernements, le Parlement représente les citoyens et la Commission représente les intérêts européens. Le Conseil, le Parlement (ou dans certains cas la Banque centrale européenne, etc.) demandent à la Commission d'élaborer un texte. La Commission fait alors une ébauche et la présente au Parlement et au Conseil, qui doivent généralement donner leur accord, les modalités exactes de celui-ci dépendant de la procédure législative appliquée. Une fois approuvée et signée par les deux chambres, elle devient une loi. La tâche de la Commission est d'assurer sa mise en œuvre dans les activités quotidiennes de l'Union et d'amener devant la Cour de justice de l'Union européenne ceux qui l'enfreignent.

### Pouvoir législatif

#### Parlement
Le Parlement européen partage les pouvoirs législatifs et budgétaires de l'Union avec le Conseil. Le président du Parlement européen (son porte-parole) est Roberta Metsola (PPE), qui a été élue par le Parlement le 18 janvier 2022. Ses 720 membres, appelés députés européens ou eurodéputés, sont élus tous les cinq ans par suffrage universel et siègent en fonction de leur appartenance politique. Il représente environ 500 millions de citoyens (la deuxième élection démocratique la plus importante dans le monde) et forme le seul organe directement élu de l'Union. Bien qu'il soit une des deux chambres législatives de l'Union, ses pouvoirs sont moins importants que ceux du Conseil dans certains domaines (le Parlement est essentiellement co-législateur dans les domaines relevant de la procédure législative ordinaire) et il ne possède pas l'initiative législative, celle-ci étant conférée à la Commission européenne. Cependant, il détient des pouvoirs sur la Commission que le Conseil n'a pas. Il est parfois considéré, par sa nature démocratique et ses pouvoirs grandissants, comme l'une des législatures les plus puissantes du monde,,.

#### Conseil
Le Conseil (dont le nom informel est « Conseil des ministres », également appelé « Conseil de l'Union européenne » ou simplement « Conseil de l'Union ») est un organe détenant les pouvoirs législatif et exécutif, constituant le principal organe décisionnel de l'Union[réf. nécessaire]. Sa présidence tourne entre les États tous les six mois, mais chaque présidence coopère avec deux autres présidences sur un programme commun selon le système du triplet. L'organe est différent du Conseil européen, organe similaire, mais composé des chefs d'État ou de gouvernement des États membres.
Le Conseil est composé de 27 ministres nationaux (un par État), mais sa composition varie en fonction du sujet traité lors des réunions. Par exemple, lorsque l'agriculture est à l'ordre du jour, le Conseil est composé des ministres de l'agriculture de chaque État membre. Ils représentent leur gouvernement et sont responsables devant leur État d'origine. Les votes sont effectués, selon les domaines, à l'unanimité, à la majorité simple ou à la majorité qualifiée, avec une pondération des droits de vote en fonction de la population de l'État pour le vote à la majorité qualifiée. Le Conseil partage le pouvoir législatif et budgétaire avec le Parlement et conduit aussi la coopération inter-étatique dans le cadre des deuxième et troisième piliers : la politique étrangère et de sécurité commune et la coopération policière et judiciaire en matière pénale.

### Pouvoir exécutif

#### Conseil européen
Le Conseil européen est devenu officiellement une institution avec l'entrée en vigueur du traité de Lisbonne le 1er décembre 2009,. Il n'est pas composé des ministres mais des chefs d'État ou de gouvernement ainsi que du président de la Commission. Il se réunit quatre fois par an pour définir l'agenda politique de l'Union et donner une impulsion à l'intégration. L'institution est présidée par un président, élu pour deux ans et demi. Le Conseil européen a gagné en pouvoir exécutif, puisqu'il a désormais le pouvoir de désigner le président de la Commission et le Haut Représentant de l'Union pour les affaires étrangères et la politique de sécurité. L'organe dans son ensemble a été décrit comme le plus haut corps politique de l'Union européenne.

#### Commission

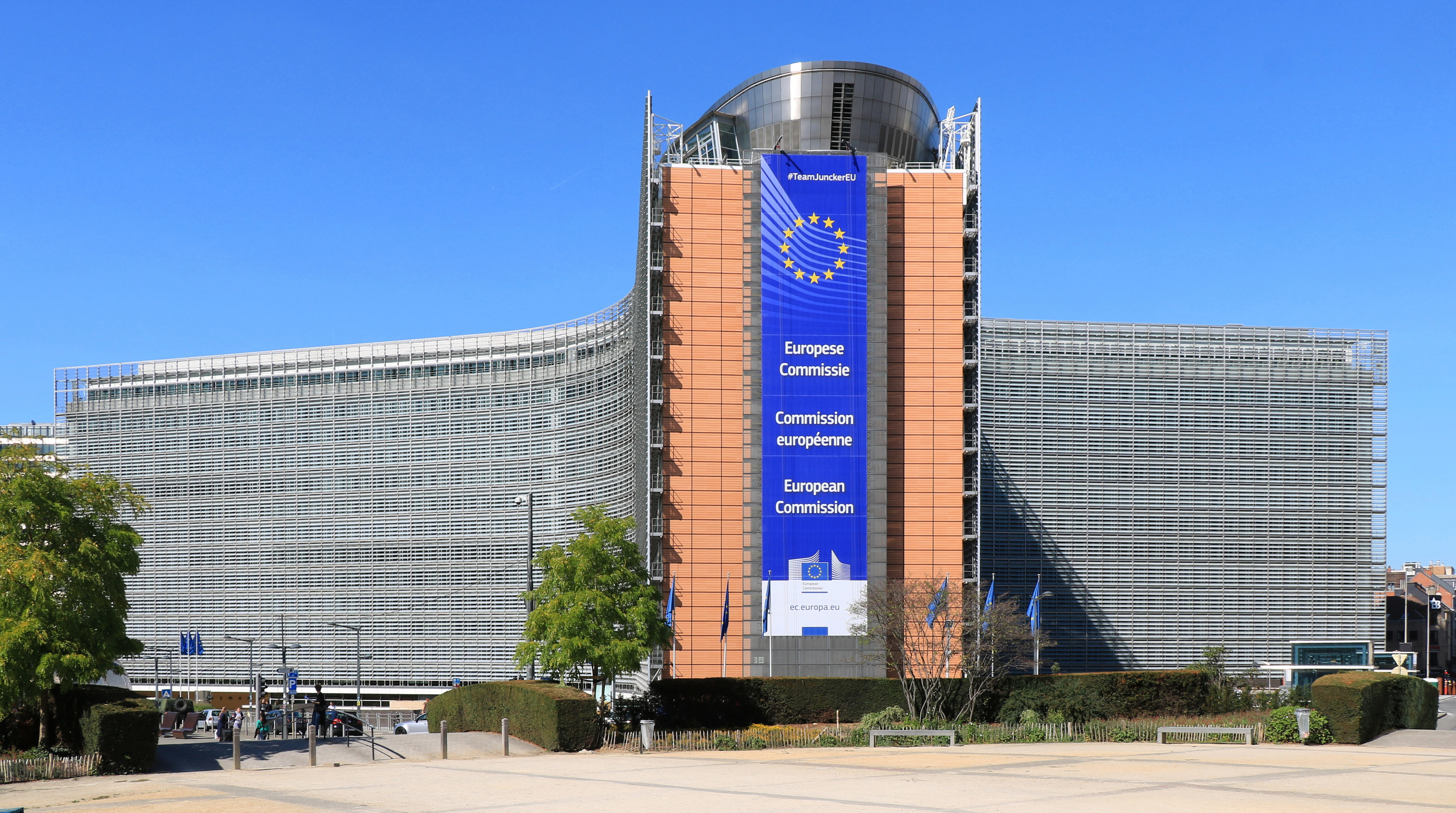
Siège de la Commission européenne à Bruxelles (Bâtiment Berlaymont).

La Commission européenne est l'organe exécutif de l'Union. C'est un organe composé d'un représentant par État (actuellement 27), mais organisé de façon à être indépendant des intérêts nationaux. L'organe est à l'origine du droit de l'Union européenne et a le monopole de l'initiative législative dans les domaines de l'ex pilier communautaire. Il se charge de l'activité quotidienne de l'Union et a la tâche de surveiller l'application des lois et des traités (ce rôle lui confère le nom de « Gardienne des Traités »).
La Commission est dirigée par un Président dont le nom est proposé par le Conseil européen, par un vote à la majorité qualifiée, puis élu par le Parlement européen, à la majorité de ses membres. Les commissaires sont proposés par les États membres, en accord avec le Président, et doivent être approuvés par le Parlement dans leur ensemble avant que la Commission puisse prendre ses fonctions,,. L'actuelle présidente est Ursula von der Leyen, élue en 2019, puis réélue en 2024.

### Pouvoir judiciaire

#### Cour de justice de l'Union européenne
La Cour de justice de l'Union européenne est l'institution judiciaire de l'Union en matière de droit de l'Union. Son rôle est d'assurer que le droit communautaire est appliqué de la même façon dans tous les États et de mettre fin aux disputes en matière légale entre les institutions et les États. 
Elle se subdivise en deux cours : 
- La première, la Cour de justice, est composée de 27 juges (un par État) avec un président élu parmi eux (actuellement Koen Lenaerts). Elle est devenue une institution puissante, car le droit communautaire est supérieur au droit interne des États membres. En 2001 elle jugea que la Loi fondamentale allemande était incompatible avec les traités, à cause de l'interdiction faite aux femmes de participer aux combats militaires[24],[25], et qu'elle devait donc être révisée.
- La deuxième est le Tribunal, composé de 54 juges (deux par État) avec un président élu parmi eux (actuellement Marc van der Woude).

### Institutions économiques

#### Banque centrale européenne

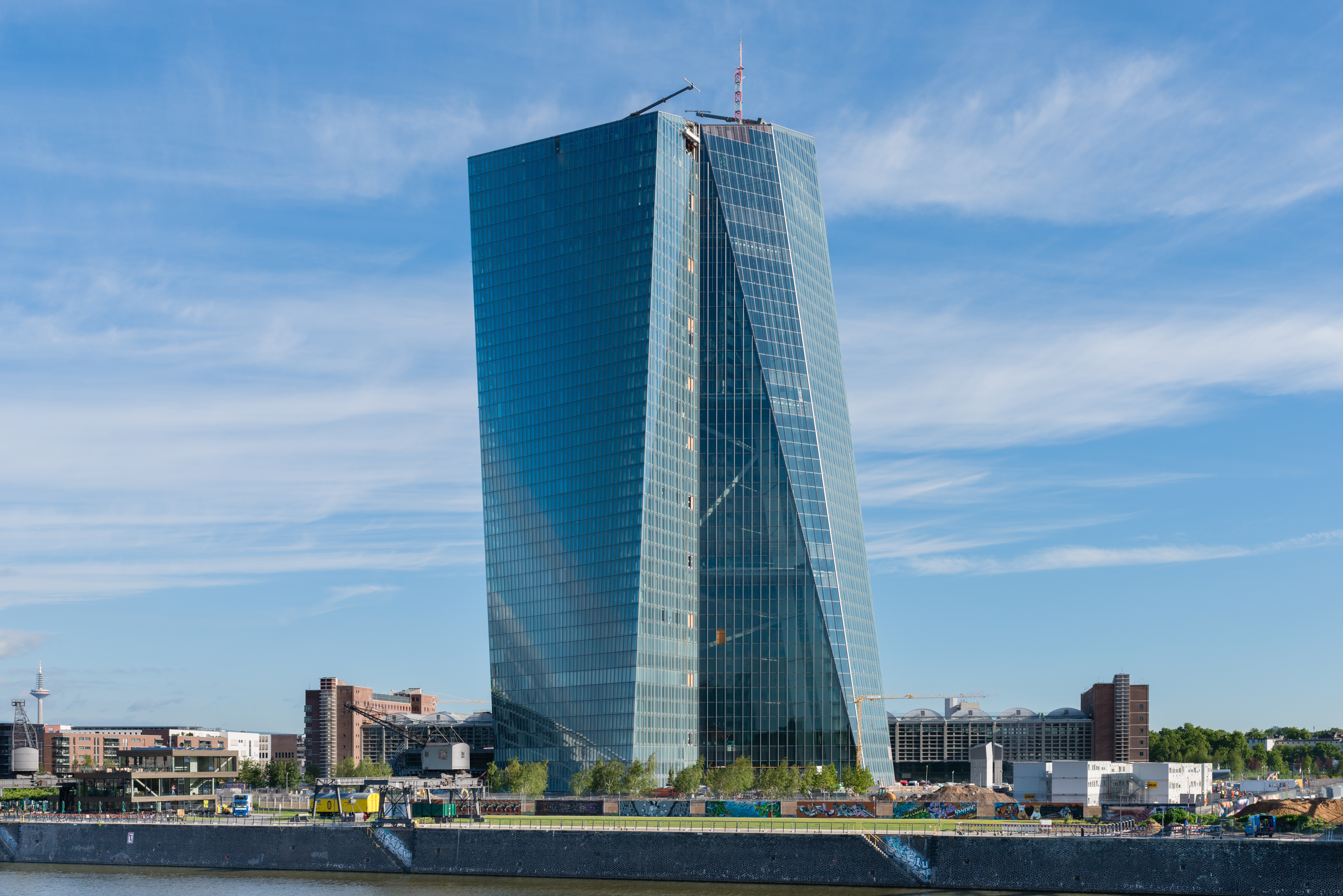
La Banque centrale (photo de son siège à Francfort) et le Conseil européen sont devenus des institutions avec le traité de Lisbonne.

La Banque centrale européenne est devenue une institution avec l'entrée en vigueur du traité de Lisbonne à l'instar du Conseil européen. En tant que banque centrale des États de la zone euro (les États  membres qui ont adopté l'euro en tant que monnaie officielle), elle contrôle la politique monétaire de l'ensemble de ces États, avec pour objectif principal de maintenir la stabilité des prix. Elle est au centre du système européen de banques centrales (SEBC) qui comprend toutes les banques nationales de l'UE (y compris pour les pays n'ayant pas adopté l'euro). La banque est dirigée par les dirigeants des banques centrales nationales et par un président (actuellement Christine Lagarde depuis novembre 2019) désigné par le Conseil. Ce pouvoir de désignation est passé au Conseil européen depuis 2007,.
Dès le départ, la banque a été pensée de façon à être indépendante des influences politiques. Jean-Claude Trichet a exprimé des préoccupations, car, selon lui, transformer la banque en institution pourrait réduire son indépendance.

#### Cour des comptes européenne
La Cour des comptes européenne, qui, en dépit de son nom, n'a pas de pouvoir judiciaire, était jusqu'à l'entrée en vigueur du traité de Lisbonne, la cinquième institution de l'Union européenne. Elle s'assure que le budget de l'Union européenne a été correctement utilisé. La cour rend un rapport d'activité pour chaque année fiscale au Conseil et au Parlement. Le Parlement l'utilise pour décider si elle doit approuver l'exécution du budget par la Commission. La Cour donne aussi des avis et formule des propositions sur la législation financière et les actions à l'encontre des fraudes.
C'est la seule institution qui n'est pas mentionnée dans les traités originaires, puisqu'elle a acquis ce statut en 1975. Elle a été créée comme une institution indépendante, à cause de la sensibilité en matière de fraude dans l'Union (l'agence antifraude, OLAF, est aussi bâtie sur cette indépendance). Elle est composée d'un membre par État désigné par le Conseil tous les six ans. Tous les trois ans, l'un d'entre eux est élu pour devenir président de la cour, poste actuellement détenu par Klaus-Heiner Lehne (de) .

## Actes et procédures
Il existe une variété d'actes européens. Le plus important est le règlement, une loi directement applicable dans son intégralité. Viennent ensuite les directives qui donnent des objectifs à atteindre dans un certain délai par les États membres, mais les moyens sont laissés à leur discrétion. Une décision est un instrument qui a trait à un groupe ou à une personne en particulier et qui est directement applicable au destinataire. Les institutions peuvent aussi publier des recommandations et des avis qui ne sont que de simples déclarations non obligatoires.
Pour accomplir ces actes, trois procédures sont possibles. Ils changent l'équilibre des pouvoirs entre le Parlement et le Conseil. L'avis conforme et l'avis simple donnent moins de contrôle sur la législation au Parlement, créant un système plus monocaméral, centré sur le Conseil. Dans le système de l'avis conforme, le Parlement peut seulement accepter ou rejeter la proposition. L'avis simple (consultation), quant à lui, est une demande adressée au Parlement et aux autres organes consultatifs, afin qu'ils proposent des amendements, mais sans possibilité de s'opposer à législation.
Le système le plus couramment utilisé est celui de la procédure de codécision qui accorde un poids égal au Parlement et au Conseil. Par ce système, la Commission présente d'abord une proposition au Parlement et au Conseil. Le Parlement communique alors le texte avec ses amendements au Conseil, qui peut soit l'adopter, soit renvoyer une position commune. La proposition peut soit être approuvée par le Parlement, soit amendée encore. Si le Conseil n'approuve pas les changements, un comité de conciliation est formé. Ce comité est formé à parts égales par des membres du Conseil et des membres du Parlement, qui ont six semaines pour trouver une position commune. Une fois qu'une position finale est trouvée, elle doit à nouveau être soumise au Parlement et votée à la majorité absolue dans un délai de six semaines,.

## Comparaisons

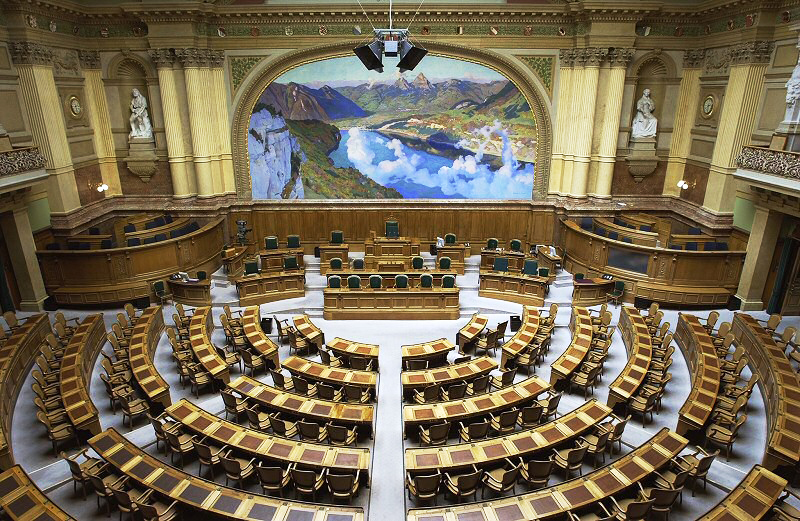
Les institutions de l'UE possèdent des éléments de ressemblance avec le gouvernement suisse.

Bien que le système de gouvernance européen soit en grande partie unique, certains éléments la rapprochent d'autres systèmes, notamment du fédéralisme allemand. En effet les pouvoirs sont en grande partie partagés (les États peuvent exercer des pouvoirs fédéraux dès lors que la fédération ne les a pas encore exercés) entre les niveaux de gouvernement, et l'État participe fortement au processus de prise de décision au niveau fédéral. Ceci contraste avec d'autres fédérations, par exemple les États-Unis où les pouvoirs sont clairement divisés entre les différents niveaux de gouvernement et les États ont peu d'influence sur la prise de décision.

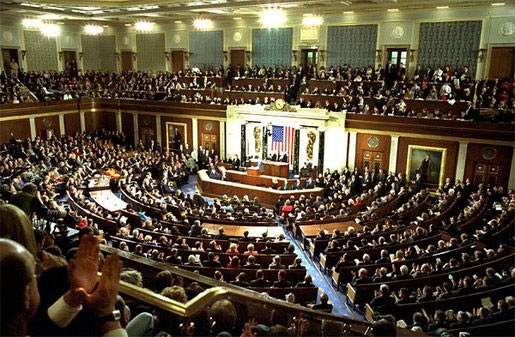
Le Parlement européen est plus comparable avec la Chambre des Représentants des États-Unis qu'avec les parlements nationaux.

Le jeu institutionnel de l'UE est aussi relativement comparable au gouvernement suisse. Le système suisse, basé sur un consensus, offre l'image d'une union réussie dans un État pourtant divisé par la langue et la religion. La Commission européenne ressemble au Conseil fédéral suisse dans le sens où il y a une représentation multipartite et que les commissaires sont nommés sur la base de la nationalité plutôt que la popularité. La présidence du Conseil fédéral tourne entre ses membres chaque année, d'une façon comparable à celui de la présidence du Conseil de l'UE ou la présidence du Conseil européen. En raison de ce système de présidence, les présidents suisses, comme ceux de l'UE, sont relativement inconnus et la politique nationale est considérée comme quelque peu technocratique aboutissant à des taux de participation électoraux bas, comme pour les élections européennes. D'autres parallèles incluent les compétences gardées par les États, l'importance considérable des traductions et le choix d'une ville moindre comme capitale.
De plus, le pouvoir exécutif de l'UE n'est pas concentré en une seule institution. C'est encore plus patent depuis que le traité de Lisbonne a fait du Conseil européen une institution distincte dotée d'une présidence fixe. Ce fonctionnement a été comparé au système exécutif dual tel qu'on le trouve en France, où il y a un président (dont l'analogue est le président du Conseil européen) et un Premier ministre (dont l'analogue est le président de la Commission). Mais contrairement au modèle français, le président du Conseil européen ne dispose pas de pouvoir formel, tel que celui de désigner ou renvoyer les autres[Qui ?], ou encore la capacité de dissoudre le Parlement. Ainsi, alors que le président du Conseil européen peut avoir le prestige, il lui manquerait le pouvoir, contrairement au président de la Commission, qui détiendrait le pouvoir mais auquel il manquerait le prestige.

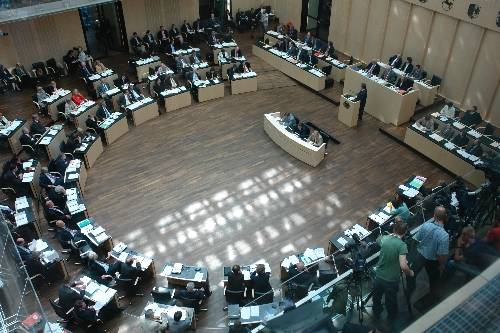
Le Conseil et le Bundesrat allemand sont composés de représentants issus des entités étatiques fédérés (gouvernements des États membres pour le Conseil et gouvernements des Länder pour le Bundesrat).

La nature du Parlement européen, quant à elle, rapproche cette institution de la Chambre des représentants des États-Unis plus que des parlements nationaux de l'Union européenne. Les comités, notamment, sont plus grands et plus puissants, les partis politiques sont très décentralisés et éloignés de l'exécutif (la plupart des gouvernements nationaux utilisent un régime parlementaire). Une des différences avec les parlements nationaux est aussi l'absence d'initiative législative parlementaire. Toutefois, étant observé que la plupart des initiatives des parlements nationaux qui ne sont pas soutenues par l'exécutif passent rarement, la pertinence de la distinction n'est pas certaine. De même, son indépendance et ses pouvoirs signifient que les amendements présentés par le Parlement européen connaissent un taux de réussite exceptionnellement haut en comparaison de ceux des parlements nationaux.
La composition du Conseil de l'Union européenne peut être comparé à la composition, unique et inhabituelle, de la chambre haute allemande, le Bundesrat. La participation au Bundesrat est limitée aux membres des gouvernements des Länder et les parlementaires peuvent être rappelés par les gouvernements locaux de la même manière que les représentants travaillant au Conseil. Ils conservent leur rôle au sein de leurs États membres respectifs tandis qu'ils siègent au Bundesrat et si leur mandat prend fin, soit ils sont rappelés par leurs gouvernements (qui sont responsables de leur désignation) soit ils cessent d'y siéger. Ils ne sont pas élus en même temps et cet organe ne peut pas être dissous comme la plupart des parlements. En tant que représentants gouvernementaux, les membres ne votent pas individuellement, mais par État, plutôt que par appartenance politique. Le poids de chaque État varie en fonction de la population et la majorité absolue est exigée pour prendre les décisions. De même, la présidence tourne tous les ans entre ses membres, plutôt que tous les six mois comme pour le Conseil de l'Union européenne. Cependant, à la différence du Conseil de l'UE, le Bundesrat ne change pas de composition en fonction du sujet discuté. Enfin, les deux sont sujets à des critiques semblables, à cause de l'ingérence de l'exécutif dans le législatif.

## Sièges des institutions

Sièges des institutions.

Les institutions ne sont pas concentrées dans une seule capitale : elles sont situées dans quatre villes différentes, Francfort, Bruxelles, Luxembourg et Strasbourg. La disposition actuelle a été prévue en 1992 et attaché au Traité d'Amsterdam. Le Traité établit que la Commission et le Conseil seraient basés à Bruxelles, la Cour à Luxembourg et le Parlement à Strasbourg. Toutefois certains départements de la Commission et certaines réunions du Conseil ont lieu à Luxembourg, tandis que le Parlement a son comité et fait certaines sessions à Bruxelles et son secrétariat est à Luxembourg. Parmi les organes qui deviendront de nouvelles institutions se trouvent la Banque centrale qui est basée à Francfort-sur-le-Main et le Conseil européen qui est basé à Bruxelles (mais certaines réunions extraordinaires se déroulent ailleurs).
Bruxelles accueille la plupart des institutions ce qui en a fait un centre majeur de l'UE. En cela, ainsi qu'en tant que siège de l'OTAN, elle concentre plus de journalistes et d'ambassadeurs que Washington DC. Cependant, l'accord faisant de trois villes les centres de l'Union est sujet à certaines critiques, notamment en ce qui concerne le Parlement (avec les déplacements réguliers entre Bruxelles et Strasbourg). Le Parti vert européen estime que cet accord coûte 200 millions d'euros et produit 20 268 tonnes de dioxyde de carbone. Certains considèrent Bruxelles à cause de la présence d'autres institutions et d'autres groupes, tandis que Strasbourg est soutenue pour son importance historique pour l'unité européenne.
Pour sa part, l'Association européenne des jeunes entrepreneurs (AEJE) a mené une étude complète sur la question du siège du Parlement européen et publié un rapport en février 2012 (Le siège dans tous ses États). Il analyse les coûts liés au siège de Strasbourg, documents officiels du Parlement à l'appui : 51,5 millions d'euros par an et une empreinte carbone de 4 199 tonnes de CO2 en 2010.

## Autres organisations et agences
Il y a un certain nombre d'organes et d'agences qui ne sont pas des institutions formelles. Il y a deux comités de conseil qui dans certains cas doivent être consulté : le Comité économique et social européen (CESE) qui donne des conseils en matière de politique économique et sociale (principalement dans les relations entre travailleurs et employeurs) et qui est composé de plusieurs représentants de travailleurs et des secteurs industriels. Ses 350 membres, désigné par le Conseil pour 4 ans, sont organisés en trois groupes d'importance équivalente et représentant les employeurs, les employés et d'autres intérêts divers ; et le Comité des Régions (CdR) qui est composé des représentants des autorités régionales et locales qui détiennent un mandat électoral. Il donne des conseils en matière régionale. Il a 350 membres, organisés en groupes politiques, désignés tous les quatre ans par le Conseil. Il y a aussi une Banque européenne d'investissement, qui fournit des prêts à long terme pour aider le développement et l'intégration.
Il y a un certain nombre d'agences spécialisées et décentralisées dirigées par la Commission, ou quelquefois le Conseil. Elles sont fondées sur la législation ou les traités pour traiter de problèmes spécifiques ou de certains domaines. Cela inclut notamment l'Agence européenne pour l'environnement et Europol. En plus de cela se trouvent trois organes inter-institutionnels : l'Office des publications officielles des Communautés européennes, le plus ancien, qui publie et distribue les publications des organes de l'Union européenne ; et les deux relativement plus récent : l'Office européen de sélection du personnel (EPSO), un organe de recrutement qui organise des concours pour des postes au sein des institutions de l'Union ; et l'École européenne d'administration, qui fournit des formations pour le personnel des institutions de l'Union. Un autre organe est l'agence antifraude OLAF dont la mission est de protéger les intérêts financiers de l'Union européenne. Parmi les autres postes se trouvent : le médiateur européen qui apporte des réponses aux mécontentements des citoyens envers les institutions de l'Union et qui est élu pour un mandat de cinq ans par le Parlement ; le Contrôleur européen de la protection des données assure que les institutions respectent les droits à la vie privée des citoyens par rapport au traitement des données.

## Influence et transparence dans les institutions européennes
Le lobbying, l'équivalent anglosaxon de l'influence, est en revanche présent, tant au Royaume-Uni (d'où vient le terme de lobbying), qu'aux États-Unis. Depuis la Seconde Guerre mondiale, et les débuts de la construction européenne, la pratique du lobbying s'est développée dans les institutions européennes, et notamment dans les groupes d'intérêt qui interviennent dans les comités consultatifs de la Commission européenne. L'influence anglo-saxonne emprunte souvent le canal de la langue anglaise.[réf. nécessaire]

## Critiques
L'Union européenne est critiquée pour une communication excessivement anglophone qui crée une distorsion de concurrence en faveur de la presse anglophone et en défaveur des presses non anglophones, alors que précisément, l'Angleterre ne fait pas partie de l'UE.